# Římskokatolická farnost Sudoměřice u Bechyně
Římskokatolická farnost Sudoměřice u Bechyně je zaniklým územním společenstvím římských katolíků v rámci táborského vikariátu českobudějovické diecéze. Byla zrušená k 31. prosinci 2019, jejím právním nástupcem je od 1. ledna 2020 farnost v Bechyni.

## Ofarnosti
Plebánie je v Sudoměřicích připomínána k roku 1356, v pozdější době zanikla a kostel byl připojen k bechyňskému děkanství. Farnost byla obnovená v roce 1785, od roku 1784 byly vedeny matriční knihy, roku 1841 byly k farnosti připojeny Hodonice. Farní kostel přestavován v 19. století. Ve dvacátém století byla farnost administrována ex currendo z farnosti Bechyně. Posledními správci farnosti byli:
- 2007–2008 Mgr. Jozef Leškovský OPraem.
- 2008–2014 P. Metoděj Zdeněk Kozubík OPraem.
- 2014 R.D. Karel Hampl
- 2014–2017 P. Mgr. Petr Plášil
- 2017–2019 R.D. Mgr. Tomáš Hajda, který jako administrátor farnosti v Bechyni spravuje území i po zániku farnosti.[3]

| Kostel                         |  | Místo                | Bohoslužba             | Bohoslužba             | Poznámka                      |
| ------------------------------ |  | -------------------- | ---------------------- | ---------------------- | ----------------------------- |
| Kaple svatého Jana Nepomuckého |  | Bechyňská Smoleč     | neslouží se pravidelně | neslouží se pravidelně | obecní kaple                  |
| Kaple                          |  | Bežerovice           | neslouží se pravidelně | neslouží se pravidelně | obecní kaple                  |
| Kaple                          |  | Březnice             | neslouží se pravidelně | neslouží se pravidelně | obecní kaple                  |
| Kostel Všech svatých           |  | Sudoměřice u Bechyně | neděle                 | 08.00                  | filiální, bývalý farní kostel |